# The Penthouse: War in Life
The Penthouse: War in Life (hangul: 펜트하우스; RR: Penteuhauseu) är en sydkoreansk TV-serie som hade premiär på SBS den 26 oktober 2020. Lee Ji-ah, Kim So-yeon, Eugene, Um Ki-joon, Park Eun-seok och Yoon Jong-hoon spelar huvudrollerna.

## Handling
Serien berättar historien om rika familjer som bor i Hera Palace och deras barn på Cheong-ah Arts School.

## Rollista (i urval)
- Lee Ji-ah som Shim Su-ryeon
- Kim So-yeon som Cheon Seo-jin
- Eugene som Oh Yoon-hee
- Um Ki-joon som Joo Dan-tae
- Park Eun-seok som Gu Ho-dong/Logan Lee
- Yoon Jong-hoon som Ha Yoon-cheol